# Мауро Росалес
Мауро Росалес (ісп. Mauro Rosales, нар. 24 лютого 1981, Вілья-Марія) — аргентинський футболіст, що грав на позиції нападника.
Виступав, зокрема, за клуби «Ньюеллс Олд Бойз», «Аякс» та «Рівер Плейт», а також національну збірну Аргентини.
Дворазовий володар Кубка Нідерландів. Дворазовий володар Суперкубка Нідерландів. У складі збірної — олімпійський чемпіон.

## Клубна кар'єра
Народився 24 лютого 1981 року в місті Вілья-Марія. Вихованець футбольної школи клубу Newell's.
У дорослому футболі дебютував 1999 року виступами за команду «Ньюеллс Олд Бойз», у якій провів п'ять сезонів, взявши участь у 119 матчах чемпіонату. Більшість часу, проведеного у складі «Ньюеллс Олд Бойз», був основним гравцем атакувальної ланки команди.
Своєю грою за цю команду привернув увагу представників тренерського штабу клубу «Аякс», до складу якого приєднався 2004 року. Відіграв за команду з Амстердама наступні три сезони своєї ігрової кар'єри. Граючи у складі «Аякса» також здебільшого виходив на поле в основному складі команди. За цей час двічі виборював титул володаря Кубка Нідерландів, ставав володарем Суперкубка Нідерландів (також двічі).
У 2007 році уклав контракт з клубом «Рівер Плейт», у складі якого провів наступні три роки своєї кар'єри гравця. Тренерським штабом нового клубу також розглядався як гравець «основи».
Згодом з 2011 по 2016 рік грав у складі команд «Сіетл Саундерз», «Чівас США», «Ванкувер Вайткепс» та «Даллас».
Завершив ігрову кар'єру у команді «Ванкувер Вайткепс», у складі якої вже виступав раніше. Повернувся до неї 2017 року, захищав її кольори до припинення виступів на професійному рівні у 2017 році.

## Виступи за збірні
Протягом 2001–2004 років залучався до складу молодіжної збірної Аргентини. На молодіжному рівні зіграв в 11 офіційних матчах, забив 1 гол.
У 2004 році дебютував в офіційних матчах у складі національної збірної Аргентини.
Загалом протягом кар'єри в національній команді, яка тривала 1 рік, провів у її формі 11 матчів, забивши 2 голи.

## Титули і досягнення

### Командні
- Володар Кубка Нідерландів (2):

«Аякс»: 2005-2006, 2006-2007
- Володар Суперкубка Нідерландів (2):

«Аякс»: 2005, 2006
- Олімпійський чемпіон (1): 2004

### Особисті
- Новачок сезону MLS: 2011